# Джадсон, Адонирам

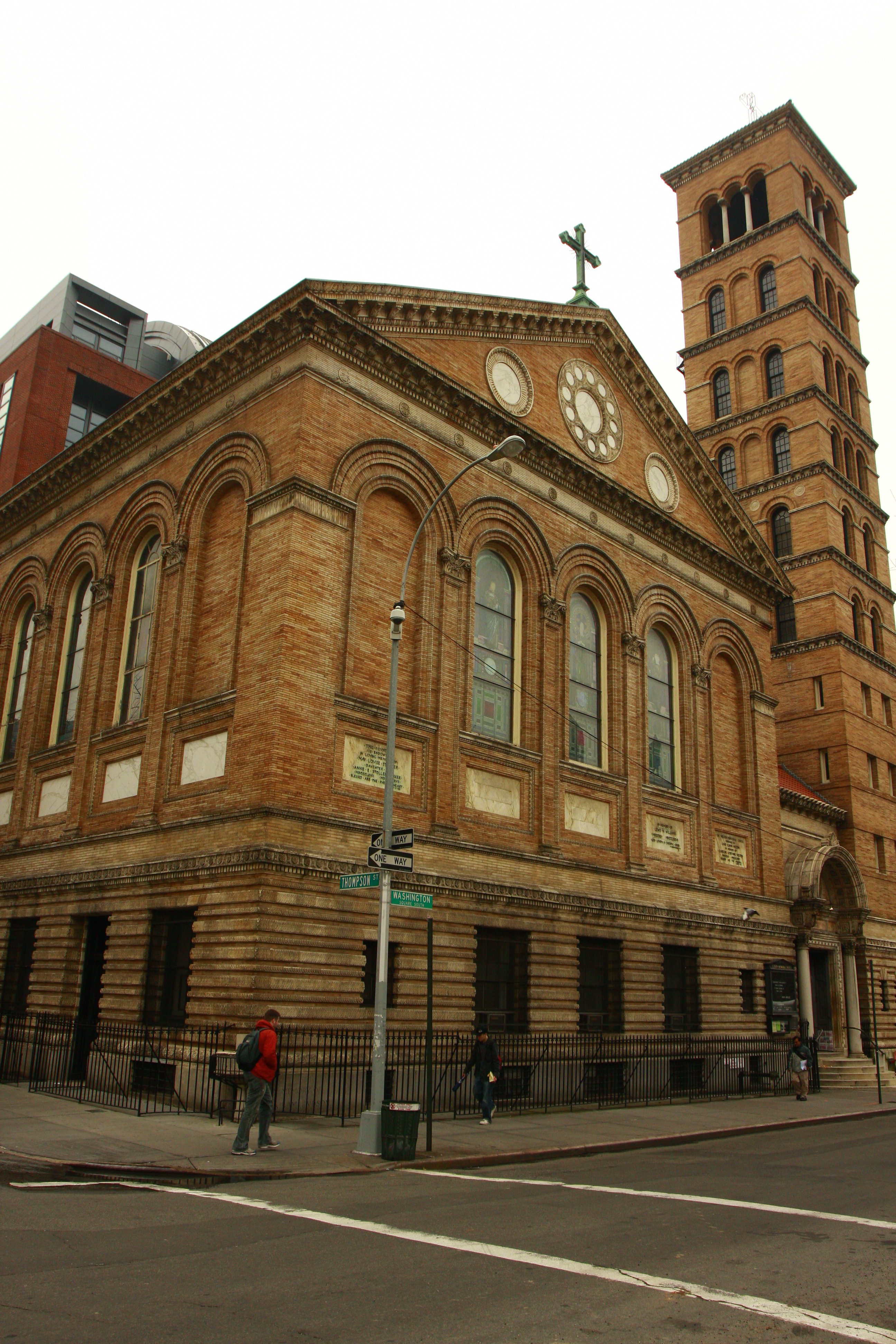
Мемориальная церковь Джадсона в Нью-Йорке

Адонирам Джадсон (Adoniram Judson, бирм. Юдатан, 9 августа 1788 — 12 апреля 1850) — первый американский миссионер, действовавший за границей, миссионер в Мьянме, баптист, переводчик Библии на мьянманский язык, автор первого бирманско-английского словаря. Адонирам Джадсон провёл в Мьянме в общей сложности около сорока лет, потерял двух жён и трёх детей, умерших от малярии, но не отказался от выбранного пути.

## Биография
Джадсон родился в кальвинистской семье конгрегационалистов в округе Мидлсекс штата Массачусетс. Окончил колледж Rhode Island & Providence Plantations (ныне Брауновский университет). Решив стать проповедником, в 1811 году Джадсон совершил поездку в Англию для установления контактов с Лондонским миссионерским обществом. Вернувшись в Америку, будущий проповедник заручился поддержкой американского миссионерского агентства конгрегационалистов ABCFM и затем отплыл вместе с женой на корабле в Индию. В 1812 году Джадсон прибыл в Калькутту, в Калькутте он сблизился с баптистом Уильямом Кэри, преподавателем Колледжа Форта-Уильяма и основателя Баптистского миссионерского общества. В том же году Джадсон принял баптизм, но английские колониальные власти, видимо, были против работы американских проповедников в Индии и Джадсону было предложено искать паству в другом месте, и он отправился в Индокитай. Вместе с женой Энн, Джадсон прибыл в Янгон в 1813 году. На тот момент Джадсону было 25 лет. Мьянма — буддийская страна и одна из тех стран, которая познакомилась с христианством позже, чем познакомилась с исламом. Первые протестантские проповедники появились в Мьянме в 1807 году, но их миссия была кратковременной. В 1814 году в Шрирампуре была напечатана грамматика бирманского языка Феликса Кэри, сына Уильяма Кэри. В том же году в США основывается Американский баптистский миссионерский союз который начинает оказывать спонсорскую поддержку Джадсонам. Прибыв в Янгон они с самого начала приступает к изучению мьянманского языка и переводу Библии и первые три года посвящены всецело изучению языка. В 1817 году Джадсон уже заканчивает перевод Евангелия от Матфея. Полный перевод Библии на мьянманский был завершён в 1834 году.
Первое крещение было проведено в 1819 году и за первые 10 лет проповеди и до начала английской интервенции в Бирму в 1824 году, Джадсон крестил 18 человек. По примеру других проповедников — иезуитов он одно время даже носил одежду, похожую на чивару буддийского монаха. Во время войны бирманцы арестовали Джадсона и он некоторое время провёл в заключении. После прихода английских войск и новых миссионеров евангелизация ускоряется. Джадсон переносит своё внимание на проповедь среди качинов и каренов (см. Качинский теологический колледж).
В конце своей судьбы Адонирам Джадсон умер на корабле по пути в Индию и был захоронен в океане. От второго брака у Джадсона остался сын Эдвард (Edward Judson), он уехал в США и стал баптистским проповедником. В 1890 году в Нью-Йорке с помощью известного баптиста Джона Рокфеллера Эдвард открыл мемориальную церковь в честь отца.

## Память
Адонирам Джадсон внёс огромный вклад в развитие образования в Мьянме и развитие бирманистики и востоковедения в европейских странах. В Бирме Джадсон стоит у истоков создания Янгонского университета. День прибытия Джадсона в Бирму отмечается бирманскими баптистами как особый праздник. День смерти Адонирама Джадсона внесён в список Календаря святых Епископальной церкви США и отмечается 12 апреля. В США с именем Джадсона связано два учебных учреждения: Джадсоновский университет Иллинойса и старейший в США женский колледж Джадсоновский колледж в Алабаме, названный в честь первой жены Джадсона Энн Хаселтайн Джадсон. Энн почитают первой миссионеркой США. Переводы Джадсона и работы по мьянманскому языку оказали большую помощь для последующих поколений востоковедов. В бирманско-русском словаре Г. Ф. Мининой 1975 г. также стоит ссылка на словарь Джадсона.
В округе Уайт штата Арканзас в честь А. Джадсона назван небольшой город Джадсония.